# Poblana squamata
Poblana squamata är en fiskart som beskrevs av Álvarez, 1950. Poblana squamata ingår i släktet Poblana och familjen Atherinopsidae. IUCN kategoriserar arten globalt som starkt hotad. Inga underarter finns listade i Catalogue of Life.